# Ascesa Oscura
(Sorin Markov)

Il logo del set

Ascesa Oscura (Dark Ascension in inglese) è un'espansione del gioco di carte collezionabili Magic: l'Adunanza, edito da Wizards of the Coast. In vendita in tutto il mondo dal 3 febbraio 2012, è il secondo set del blocco di Innistrad, che comprende anche Innistrad e Ritorno di Avacyn.

## Ambientazione
Come il set precedente Ascesa Oscura è ambientata sul piano dimensionale di Innistrad, in un momento in cui gli esseri umani sembrano soccombere alle forze del male. Il viandante dimensionale Sorin Markov, un vampiro originario di Innistrad, è tornaro nel suo mondo natale per cercare di capire cosa sia successo ad Avacyn, l'arcangelo da lui creato per fungere da garanzia per la sopravvivenza degli uomini, a loro volta essenziali per la sopravvivenza degli stessi vampiri del piano. Un'altra viandante del multiverso, Liliana Vess, ha finalmente scoperto dove si nasconde Griselbrand, uno dei potenti arcidemoni che reclamano la sua anima: giace imprigionato nella tomba infernale, un enorme monolito fatto interamente d'argento. Liliana intende distruggere questo artefatto per liberare il demone, e quindi ucciderlo, ma nel frattempo è anche impegnata a sfuggire a Garruk Linguaselvaggia, un viandante dimensionale che lei ha maledetto in passato e che da quel giorno le sta dando la caccia attraverso ogni mondo del multiverso.

## Caratteristiche

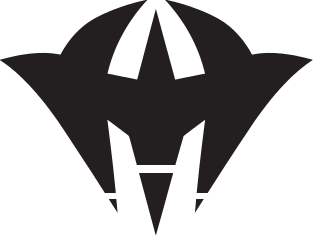
Il simbolo dell'espansione

Ascesa Oscura è composta da 158 carte, stampate a bordo nero, così ripartite:
- per colore: 26 bianche, 28 blu, 30 nere, 30 rosse, 30 verdi, 13 incolori, 10 oro, 4 terre speciali
- per rarità: 68 comuni, 48 non comuni, 41 rare, 14 rare mitiche

Il simbolo dell'espansione è un pipistrello stilizzato, e si presenta nei consueti quattro colori a seconda della rarità: nero per le comuni, argento per le non comuni, oro per le rare e bronzo per le rare mitiche.
Ascesa Oscura è disponibile in bustine da 15 carte casuali, fat pack e in 5 intro pack, che comprendono ciascuno una bustina da 15 carte casuali e un mazzo tematico precostituito da 60 carte:
- Giustizia Rapida (bianco/rosso)
- Morti Implacabili (blu/nero)
- Oscuro Sacrificio (nero/bianco)
- Sorpresa Mostruosa (rosso/verde)
- Potere del Sepolcro (verde/blu)

## Novità
Ascesa Oscura introduce due nuove abilità nel gioco, oltre a riprenderne di vecchie, specialmente dal blocco di Innistrad.

### Nuove abilità

#### Ora fatidica
L'espressione chiave Ora fatidica, tipica di magie Istantaneo e Stregoneria, è seguita da un effetto descritto per esteso assieme al normale effetto di una carta: se al momento del lancio della magia il giocatore ha cinque o meno punti vita, allora si attiverà l'effetto di Ora fatidica anziché quello normale. Per esempio, la magia Radunare i cittadini consente di mettere in campo due pedine creatura Umano ma, se il giocatore ha cinque o meno punti vita, allora suddetta magia permetterà di posizionare cinque pedine anziché due.

#### Immortale
L'abilità riporta in gioco una creatura appena morta, rendendola ancora più forte di prima. Quando una creatura con Immortale senza segnalini +1/+1 muore, viene subito rimessa sul campo di battaglia con un segnalino +1/+1, (che quindi aumenterà di un punto la forza e la costituzione della creatura). Una creatura con Immortale che abbia almeno un segnalino +1/+1 su di essa quando muore, rimane nel cimitero come di norma. Non importa da dove vengano i segnalini +1/+1, o se una creatura è già risorta con un segnalino ma l'ha perduto in seguito: l'unica cosa che conta è se ci sono o no quando muore. Nel caso in cui una creatura abbia su di essa contemporaneamente dei segnalini +1/+1 e dei segnalini -1/-1, i due tipi si annullano a vicenda immediatamente, fino a che non ne rimane un solo tipo. Per esempio, una creatura con tre segnalini +1/+1 e due segnalini -1/-1 si ritroverebbe solo con un segnalino +1/+1. C'è tuttavia un risvolto un po' tecnico nelle regole: se una creatura con dei segnalini +1/+1 riceve abbastanza segnalini -1/-1 da essere uccisa, muore prima che i due tipi abbiano la possibilità di annullarsi. Quindi ad esempio un Ululageist, creatura con Immortale e una costituzione pari a 2, se ha un segnalino +1/+1 e ottiene tre segnalini -1/-1, morirebbe con su di esso tutti i segnalini e non tornerebbe sul campo di battaglia.

### Nuovi Planeswalker

#### Sorin, Signore di Innistrad
Sorin torna su Innistrad nella sua forma di vampiro totale, nonostante questo la carta è nera (colore tipico dei vampiri) e bianca, in ripresa delle sue origini di umano. Fin dai tornei pre-rilascio la carta in questione veniva venduta a prezzi molto alti, dopo poche settimane però, vista la scarsa domanda il suo valore è calato.